# ميلان ماجستوروفيتش
ميلان ماجستوروفيتش (بالصربية: Милан Мајсторовић) مواليد 28 يناير 1983 في نوفي ساد، جمهورية صربيا الاشتراكية، هو لاعب كرة سلة صربي. بدأ مسيرته الاحترافية في سنة 2001.

## المسيرة الاحترافية
لعب مع نادي إف إم بي لكرة السلة من سنة 2003 إلى 2005، ثم لعب مع بلباو باسكت في الدوري الإسباني من سنة 2005 إلى 2007، ثم لعب مع إي دبليو إي باسكتس أولدنبورغ في الدوري الألماني من سنة 2007 إلى 2010، ثم لعب مع باسكت مانريسا في الدوري الإسباني في موسم 2010–2011، ثم لعب مع ترفل سوبوت في موسم 2013–2014.

## روابط خارجية
- ميلان ماجستوروفيتش على موقع الدوري الأوروبي لكرة السلة (الإنجليزية)
- ميلان ماجستوروفيتش على موقع الدوري الإسباني لكرة السلة (الإسبانية)
- ميلان ماجستوروفيتش على موقع كرة السلة الأوروبية.كوم (الإنجليزية)
- ميلان ماجستوروفيتش على موقع ريلجم (الإنجليزية)
- ميلان ماجستوروفيتش على موقع بروبوليرز (الإنجليزية)
- ميلان ماجستوروفيتش على موقع سبورتس رفرنس (الإنجليزية)